# Betty Gilpin
Betty Gilpin (* 21. července 1986 New York, USA) je americká herečka. Ztvárnila doktorku Carrie Roman v seriálu Sestřička Jackie a Debbie „Liberty Belle“ v komediálním seriálu GLOW, který se inspiroval stejnojmennou wrestlingovou profesionální zápasovou ligou z osmdesátých let. Též se objevila v menších rolích v seriálech Zákon a pořádek: Útvar pro zvláštní oběti, Medium, Hranice nemožného, Mystérium sexu a Jak prosté.
Objevila se v mnoha hrách mimo Broadway, mimo jiné v představeních Heartless, I'm Gonna Pray for You So Hard a We Live Here.
Jejím otcem je herec Jack Gilpin.

## Filmografie

### Film
| Rok  | Název                 | Role                             |
| ---- | --------------------- | -------------------------------- |
| 2008 | Zamilovaná smrt       | mladá modelka                    |
| 2008 | Město duchů           | sestřička za druhé světové války |
| 2014 | Take Care             | Jodi                             |
| 2015 | Pravdivý příběh       | Cheryl Frank                     |
| 2019 | No není to romantika? | Whitney                          |
| 2019 | Psí poslání 2         | Gloria                           |
| 2019 | Spolujízda            | Becca                            |
| 2020 | Nenávist              | Nina Spencer                     |
| 2020 | Lov                   | Crystal Creasey                  |
| 2020 | Coffee & Kareem       | detektiv Watts                   |
| 2020 | Válka zítřka          | —                                |

### Televize
| Rok        | Název                                     | Role                              | Poznámky                               |
| ---------- | ----------------------------------------- | --------------------------------- | -------------------------------------- |
| 2006       | Zákon a pořádek: Zločinné úmysly          | Amanda Dockerty                   | díl: „Domácí válka“                    |
| 2008       | New Amsterdam                             | Marika Soloway                    | díl: „Golden Boy“                      |
| 2008       | Hranice nemožného                         | Loraine Daisy                     | díl: „Stará historie“                  |
| 2009       | Zákon a pořádek: Zločinné úmysly          | Stacey Hayes-Fitzgerald           | díl: „Předstírat smrt“                 |
| 2009       | Zvláštní poldové                          | Abigail Allen / Margo Stanford    | díl: „The E.I.D.“                      |
| 2009       | Zákon a pořádek                           | Paige Regan                       | díl: „For the Defense“                 |
| 2010       | Dobrá manželka                            | Molly                             | díl: „Lék proti bolesti“               |
| 2010       | Past Life                                 | Corrine                           | díl: „Dead Man Talking“                |
| 2010       | Medium                                    | Kim Clement                       | díl: „Allison Rolen Got Married“       |
| 2012       | Zákon a pořádek: Útvar pro zvláštní oběti | Natalie Relais                    | díl: „Learning Curve“                  |
| 2013–15    | Sestřička Jackie                          | Dr. Carrie Roman                  | 34 dílů                                |
| 2015       | Případy pro Lauru                         | Isabel Van Doren                  | díl: „The Mystery of the Watery Grave“ |
| 2016       | Jak prosté                                | Fiona Helbron                     | 4 díly                                 |
| 2016       | Mercy Street                              | Eliza Foster                      | 2 díly                                 |
| 2016       | Mystérium sexu                            | doktorka Nancy Leveau             | 9 dílů                                 |
| 2017       | Američtí bohové                           | Audrey                            | 2 díly                                 |
| 2017–dosud | GLOW: Nádherné ženy wrestlingu            | Debbie Eagan                      | hlavní role                            |
| 2018       | Robot Chicken                             | Laurie Jupiter / Louisa von Trapp | díl: „Shall I Visit the Dinosaurus?“   |